# Hemimyzon formosanus
Hemimyzon formosanus és una espècie de peix de la família dels balitòrids i de l'ordre dels cipriniformes.

## Morfologia
Els mascles poden assolir els 10 cm de longitud total.

## Distribució geogràfica
És un endemisme de Taiwan.